# Michael Spyres
Michael Spyres (Mansfield, 1979) è un tenore statunitense. È particolarmente associato al repertorio belcantistico, soprattutto alle opere di Rossini e ai ruoli eroici del grand opéra francese.

## Biografia
Michael Spyres è nato nel 1979 nel Missouri, negli Stati Uniti, e ha studiato canto all'Università di musica e arti dello spettacolo di Vienna, in Austria. Ha ottenuto consensi e riconoscimenti internazionali per la sua interpretazione nel ruolo del titolo dell'Otello di Rossini al festival Rossini in Wildbad in Germania nel 2008. Ha debuttato alla Scala di Milano nel Viaggio a Reims di Rossini nel 2009 ed è apparso lo stesso anno nell'impervia parte del protagonista Raoul in Les Huguenots di Meyerbeer al Bard SummerScape di New York. Da allora, la sua carriera lo ha portato alla Royal Opera House, Londra, nel ruolo del titolo del Mitridate, Re di Ponto di Mozart, al Teatro Comunale, Bologna e La Monnaie, Bruxelles come Arnold nel Guillaume Tell di Rossini, all'Opéra National de Bordeaux come protagonista della Damnation de Faust di Berlioz e al Liceu, Barcellona, nel ruolo eponimo di Les Contes d'Hoffmann di Jacques Offenbach tra molti altri impegni sia in concerti sia in opere in forma scenica. A Parigi e successivamente nel 2013 a Bari ha interpretato il difficile ruolo di Masaniello nella dimenticata Muette de Portici , un gran opéra di Auber..Spyres ha ottenuto ampi elogi per la sua interpretazione di Vasco da Gama in L'Africaine di Meyerbeer all'Opera di Francoforte nel 2018. Ha cantato nella parte del protagonista in una nuova produzione di Le postillon de Lonjumeau di Adolphe Adam all'Opéra-Comique di Parigi nel marzo 2019. Spyres ha debuttato al Metropolitan Opera di New York come protagonista della Dannazione de Faust nel 2020.
Le sue numerose incisioni includono Les Troyens (Énée) e Requiem di Berlioz, Otello, Guillaume Tell e Le siège de Corinthe di Rossini per Naxos Records, Les Huguenots per American Symphony Orchestra e l'album solista Espoir per Opera Rara .
Michael Spyres è il direttore artistico della Springfield Regional Opera, USA.

## Repertorio
| Ruolo                             | Titolo                                | Autore           |
| --------------------------------- | ------------------------------------- | ---------------- |
| Chapelou/Saint-Phar               | Le postillon de Lonjumeau             | Adam             |
| Masaniello                        | La muette de Portici                  | Auber            |
| Florestan Jaquino                 | Fidelio                               | Beethoven        |
| Gualtiero                         | Il pirata                             | Bellini          |
| Pollione                          | Norma                                 | Bellini          |
| Faust                             | La damnation de Faust                 | Berlioz          |
| Benvenuto Cellini                 | Benvenuto Cellini                     | Berlioz          |
| Énée                              | Les Troyens                           | Berlioz          |
| Candide                           | Candide                               | Bernstein        |
| Don José                          | Carmen                                | Bizet            |
| Un novizio                        | Billy Budd                            | Britten          |
| Enrico II                         | Rosmonda d'Inghilterra                | Donizetti        |
| Arturo Bucklaw Edgardo Ravenswood | Lucia di Lammermoor                   | Donizetti        |
| Henri de Bruges                   | Le duc d'Albe                         | Donizetti        |
| Polyeucte                         | Les martyrs                           | Donizetti        |
| Fernand                           | La favorite                           | Donizetti        |
| Rodolphe                          | La Nonne sanglante                    | Gounod           |
| Roméo Tybalt                      | Roméo et Juliette                     | Gounod           |
| Il Tempo                          | Il trionfo del tempo e del disinganno | Händel           |
| Jupiter                           | Semele                                | Händel           |
| Septimus                          | Theodora                              | Händel           |
| Orlando                           | Orlando Paladino                      | Haydn            |
| Mergi                             | Le Pré aux clercs                     | Hérold           |
| Camille de Rossillon              | La vedova allegra                     | Lehár            |
| Canio/Pagliaccio                  | Pagliacci                             | Leoncavallo      |
| Alim                              | Le roi de Lahore                      | Massenet         |
| Giasone                           | Medea in Corinto                      | Mayr             |
| Antigono                          | Antigono                              | Mazzoni          |
| Raoul de Nangis                   | Les Huguentos                         | Meyerbeer        |
| Vasco de Gama                     | L'Africaine                           | Meyerbeer        |
| Mitridate                         | Mitridate, re di Ponto                | Mozart           |
| Idomeneo                          | Idomeneo                              | Mozart           |
| Don Ottavio                       | Don Giovanni                          | Mozart           |
| Tamino                            | Die Zauberflöte                       | Mozart           |
| Tito Vespasiano                   | La clemenza di Tito                   | Mozart           |
| Hoffmann                          | Les contes d'Hoffmann                 | Offenbach        |
| Edmondo                           | Manon Lescaut                         | Puccini          |
| Altoum                            | Turandot                              | Puccini          |
| Baldassare                        | Ciro in Babilonia                     | Rossini          |
| Aureliano                         | Aureliano in Palmira                  | Rossini          |
| Alberto                           | La gazzetta                           | Rossini          |
| Otello                            | Otello                                | Rossini          |
| Don Ramiro                        | La Cenerentola                        | Rossini          |
| Giannetto                         | La gazza ladra                        | Rossini          |
| Pirro                             | Ermione                               | Rossini          |
| Rodrigo di Dhu                    | La donna del lago                     | Rossini          |
| Cavalier Belfiore Conte Libenskof | Il viaggio a Reims                    | Rossini          |
| Néoclès                           | Le siège de Corinthe                  | Rossini          |
| Arnold Melchtal                   | Guillaume Tell                        | Rossini          |
| Licinius                          | La vestale                            | Spontini         |
| Alfred                            | Il pipistrello                        | Strauss, Johann  |
| Quarto ebreo                      | Salome                                | Strauss, Richard |
| Tenor Bacchus                     | Ariadne auf Naxos                     | Strauss, Richard |
| Duca di Mantova                   | Rigoletto                             | Verdi            |
| Gastone di Létorières             | La traviata                           | Verdi            |
| Un messaggero                     | Aida                                  | Verdi            |
| Roderigo                          | Otello                                | Verdi            |
| Erik Marinaio di Daland           | Der fliegende Holländer               | Wagner           |
| Lohengrin                         | Lohengrin                             | Wagner           |
| Siegmund                          | Die Walküre                           | Wagner           |
| Walther von Stolzing              | Die Meistersinger von Nürnberg        | Wagner           |

## Registrazioni selezionate
- Gaetano Donizetti, Le Duc d'Albe , Michael Spyres, Henri de Bruges, Angela Meade, Hélène d'Egmont, Laurent Naouri, Le Duc d'Albe, Sandoval, David Stout, Opera para Chorus, Hallé Orchestra, diretta da Sir Mark Elder . 2 CD Opera rara 2015
- Hector Berlioz , Les Troyens , Joyce DiDonato- Didon, Marie-Nicole Lemieux - Cassandre, Stéphane Degout - Chorèbe, Michael Spyres- Enée, Cyrille Dubois- Iopas, Mariane Crebassa- Ascagne, Nicolas Courjal - Narbal, Les Chœurs National de l'Opé du Rhin, Badischer Staatsopernchor, Orchestre Philharmonique de Strasbourg, diretta da John Nelson. 4 CD + 1 DVD Warner 2017. Diapason d'or, Choc de Classica.
- Hector Berlioz, Requiem, Michael Spyres, ténor, London Philharmonic Choir, Philharmonia Chorus, Philharmonia Orchestra, diretta da John Nelson. 2 CD + 1 DVD Erato 2019. Choc de Classica.
- Hector Berlioz, La Damnation de Faust , Michael Spyres-Faust, Joyce DiDonato - Marguerite, Nicolas Courjal- Méphistophélès, Alexandre Duhamel- Brander, Les Petits Chanteurs de Strasbourg, Maîtrise de l'Opéra National du Rhin, Orchestre Philharmonique de Strasbourg, diretta da John Nelson. 2 CD + 1 DVD Warner classici 2019. Diapason d'oro.
- Hector Berlioz, Benvenuto Cellini , Michael Spyres, Benvenuto Cellini, Sophia Burgos, Teresa, Maurizio Murano, Balducci, Adèle Charvet, Ascanio, Lionel Lhote, Fieramosca, Tareq Nazmi, le pape Clément, Monteverdi Choir, Orchestre Révolutionnaire et Romantique, directing Noa Naamat, diretta da John Eliot Gardiner . 1 DVD spettacolo Château de Versailles 2019
- Charles Gounod, La Nonne sanglante , Laurence Equilbey, Conductor, Insula Orchestra, Choeur Accentus, Michael Spyres (Rodolphe), Marion Lebeque (La nonne sanglante), Vannina Santoni, (Agnès), Jérôme Boutillier (Le Comte), Jodi Devos (Arthur), Jean Teitgen (Pierre L'Ermite), Luc Bertin-Hugault (Le baron), Enquerrand De Hys (Fritz), il regista David Bobée. DVD o Blu-ray Naxos 2019.
- Antonin Dvorak, Stabat Mater, Eri Nakamura, Elisabeth Kulman, Michael Syres, Jongmin Park, Czech Philharmonic Orchestra, Prague Philharmonic Choir, diretto da Jiri Bëlohlávek. CD Decca 2020
- Antonin Dvorak, Requiem, Canti biblici, Te Deum, Michael Spyres, Jan Martinik, Ailyn Pérez, Christianne Stotijn, direttori d'orchestra, Jakub Hrusa, Jiri Belohlavek, CD Decca 2020